# Séquence (géologie)
Pour les articles homonymes, voir Séquence.
En géologie, une séquence est une unité stratigraphique qui est délimitée par une discordance en haut et en bas.

## Définition
De manière plus rigoureuse et générale, une séquence est définie comme 

« une succession relativement conforme [...], génétiquement liée de strates délimitées par des discordances ou leurs surfaces corrélatives »

## Cas particuliers et notions associées
Les cas particuliers de séquences comprennent les séquences de type 1 et les séquences de type 2 (en). Un concept apparenté sont les paraséquences (en). Contrairement à leur nom, ce ne sont pas des séquences plus petites.